# Paradosso di Russell

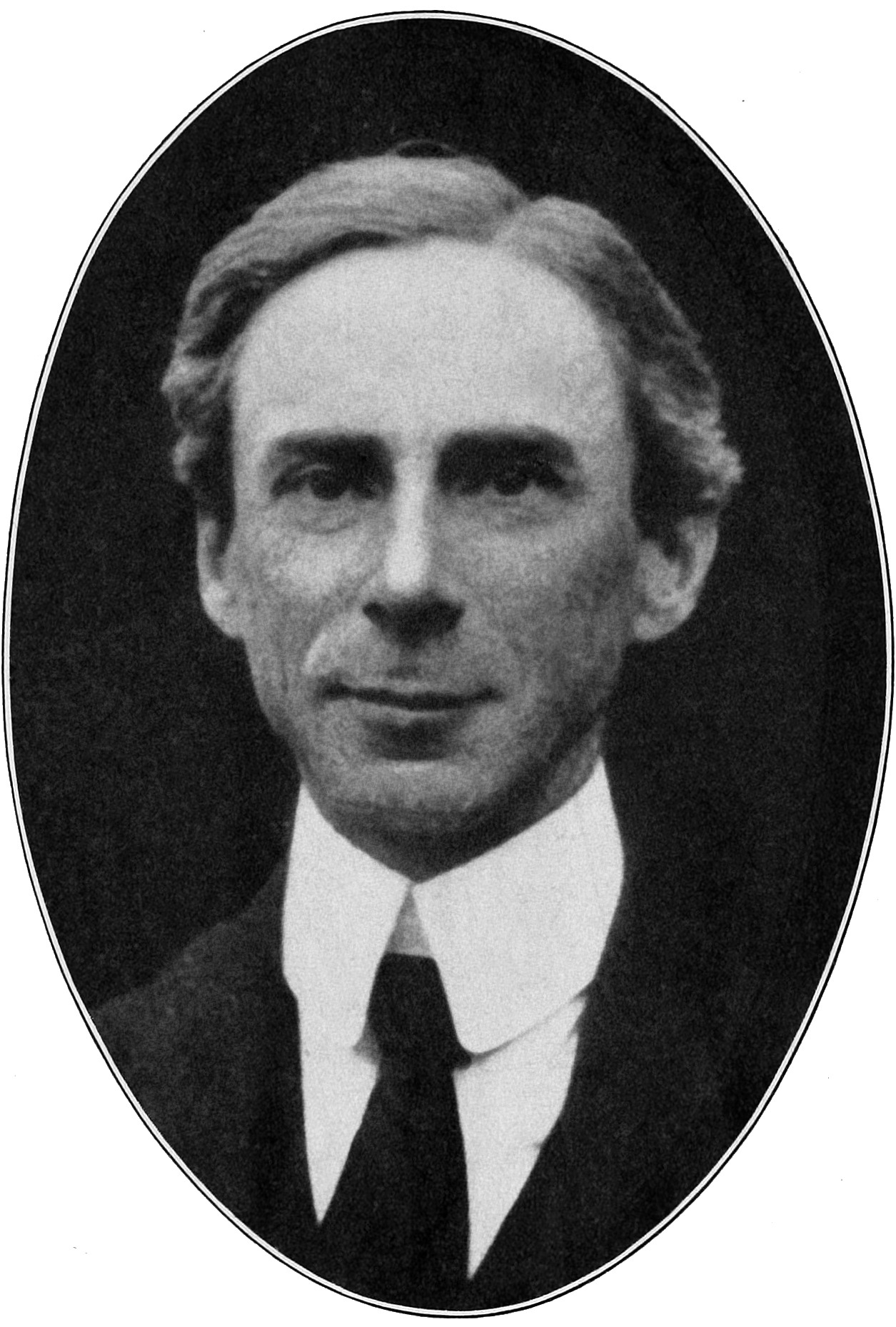
Bertrand Russell

Il paradosso di Russell, formulato dal filosofo e logico britannico Bertrand Russell tra il 1901 e il 1902, è una delle antinomie più importanti della storia della filosofia e della logica.
Può essere enunciato così:
Si tratta più propriamente di un'antinomia che di un paradosso: un paradosso è una conclusione logica e non contraddittoria che si scontra con il nostro modo abituale di vedere le cose, mentre un'antinomia è una proposizione che risulta autocontraddittoria sia nel caso che sia vera, sia nel caso che sia falsa. In pratica, l'antinomia è un particolare paradosso logico che si applica a frasi che, se sono vere, risultano false, se false, risultano vere. Un'antica antinomia è quella di Epimenide che, nella sua versione più popolare, recita così: "Il cretese Epimenide afferma che tutti i Cretesi mentono. In questa sua affermazione mente o dice il vero?". Si comprende bene che, in ambo le risposte, si giunge ad una contraddizione.
L'antinomia di Russell può essere espressa in modo "intuitivo" per mezzo di altre formulazioni, come il paradosso del barbiere o quello del bibliotecario; inoltre, essa è basata su un ragionamento analogo a quello che porta sia al paradosso dell'eterologicità di Grelling-Nelson, che, in ultima analisi, anche al paradosso del mentitore.
Il paradosso di Russell ebbe un ruolo fondamentale nella crisi dei fondamenti della matematica, la quale a sua volta ebbe un peso notevole nella più ampia crisi che interessò le certezze fondamentali della fisica, della filosofia e appunto della matematica all'inizio del XX secolo, crisi che spesso è associata al crollo delle dottrine filosofiche di stampo positivista. In particolare, dimostrò la contraddittorietà della teoria ingenua (o intuitiva) degli insiemi di Georg Cantor, che faceva uso di strumenti matematici analoghi a quelli su cui si era basato Gottlob Frege nel tentativo di produrre una completa fondazione della matematica sulla logica (tale tentativo va sotto il nome di Logicismo). Nel tentativo di risolvere l'antinomia, in modo tale da conservare la validità dell'idea (alla base del Logicismo) per cui la matematica può essere fondata completamente dalla logica, Russell sviluppò in collaborazione con Alfred North Whitehead la teoria dei tipi, esposta nel loro libro Principia Mathematica.

## L'antinomia
Nell'ambito della teoria intuitiva di Cantor, gli insiemi possono essere definiti in modo completamente libero, cioè si possono creare insiemi con caratteristiche arbitrarie: data una proprietà, essa identifica sempre un insieme, ossia quello di tutti gli oggetti che ne godono. Russell immaginò di creare una suddivisione degli insiemi in due categorie:
- Gli insiemi che tra i loro elementi hanno loro stessi, cioè gli insiemi che appartengono a sé stessi; si cita spesso come esempio "l'insieme di tutti i concetti astratti", che appartiene a sé stesso perché, a sua volta, è un concetto astratto.

{\displaystyle x\in x}
- Gli insiemi che tra i loro elementi non hanno loro stessi, cioè gli insiemi che non appartengono a sé stessi; ad esempio, come notò Russell stesso, "l'insieme di tutte le tazze da tè" non è una tazza da tè.[2]

{\displaystyle x\not \in x}
Se definiamo R come l'insieme di tutti gli insiemi che non appartengono a sé stessi, abbiamo:
{\displaystyle \ R=\{x\mid x\not \in x\}}
Il problema posto da Russell a questo punto fu se R appartenga o no a se stesso. Ma supponendo ad esempio che R vi appartenga, si avrebbe che:
- R appartiene a sé stesso;
- Quindi R soddisfa la definizione;
- Quindi R è uno degli "insiemi che non appartengono a sé stessi";
- Quindi R non appartiene a sé stesso, il che contraddice il primo enunciato.

Partendo invece dall'affermazione contraria, cioè supponendo che R non appartenga a sé stesso, si avrebbe che:
- R non appartiene a sé stesso;
- Quindi R non soddisfa la definizione;
- Quindi R non è uno degli "insiemi che non appartengono a sé stessi";
- Quindi R è un insieme che appartiene a sé stesso, il che contraddice il primo enunciato.

In termini logici:
{\displaystyle R\in R\iff R\not \in R}
In sintesi, il paradosso di Russell si può enunciare così: l'insieme di tutti gli insiemi che non appartengono a sé stessi appartiene a sé stesso se e solo se non appartiene a sé stesso.  Formalmente,
{\displaystyle {\text{se }}R=\{x\mid x\not \in x\}{\text{, allora }}R\in R\iff R\not \in R}

## Storia

### Scoperta dell'antinomia
Bertrand Russell approdò alla sua antinomia all'inizio del Novecento, semplificando il teorema di Cantor.
Nello stesso periodo il famoso logico tedesco Gottlob Frege, il più importante esponente del programma logicista, stava portando avanti un tentativo di fondare rigorosamente tutta la costruzione della matematica sulla logica; nel 1879 la sua opera Ideografia aveva posto le basi di quel linguaggio simbolico e formale per mezzo del quale Frege mirava a definire con assoluta evidenza i concetti fondamentali della matematica.
Al momento della scoperta dell'antinomia di Russell egli aveva già pubblicato anche il primo volume dei suoi Principî dell'aritmetica, in cui procedeva alla vera e propria "logicizzazione" dei concetti che altri matematici (Dedekind e Peano) avevano dimostrato essere alla base dell'aritmetica e, di conseguenza, di tutta la matematica. Il 16 giugno 1902 però Russell scrisse a Frege una lettera in cui lo informava di come avesse scoperto un'antinomia connessa con gli argomenti dei Principî dell'aritmetica, che il filosofo britannico aveva letto circa un anno prima. Il punto critico del tentativo di fondazione della matematica sulla logica compiuto dai logicisti (che è anche il punto critico della teoria insiemistica di Cantor) era l'assioma detto "di astrazione", per il quale ogni proprietà individua l'insieme degli oggetti che la soddisfano; la proprietà di non appartenere a sé stesso, infatti, dà origine a un insieme dalle caratteristiche contraddittorie.
Il secondo volume dell'opera di Frege uscì pochi mesi più tardi, nel 1903, e il suo autore poté solo aggiungere un'appendice in cui rendeva pubblica l'antinomia e confessava il suo sconforto, aprendo la "crisi dei fondamenti della matematica":
Nel frattempo, l'antinomia era stata riscoperta da Ernst Zermelo, e va ricordato che era stata anticipata, pochi anni prima, da Georg Cantor.

### Conseguenze del paradosso di Russell
Tra la fine del XIX secolo e l'inizio del XX, diversi matematici e filosofi avevano cominciato a interrogarsi sul problema dei "fondamenti della matematica", cioè sulla definizione di basi precise in grado di fondare l'intero edificio concettuale della matematica. L'attenzione, che precedentemente era concentrata quasi esclusivamente sul contenuto dei giudizi matematici, si spostò in questo periodo sulla giustificazione dei giudizi stessi.
Le tre prospettive principali sul problema dei fondamenti furono quella logicista, quella intuizionista e quella formalista.
L'antinomia di Russell, oltre che mandare in crisi il Logicismo, generò problemi contro cui si scontrarono tutti gli studiosi di matematica suoi contemporanei, e che – nonostante diversi tentativi di trovare risposte al paradosso – rimasero insolubili sia per la teoria dei tipi elaborata da Russell insieme a Whitehead, sia per l'Intuizionismo di Luitzen Brouwer sia per il Formalismo di David Hilbert.
Fu il logico austriaco Kurt Gödel che, nel 1931, risolse definitivamente la questione dimostrando l'impossibilità tout court di produrre una fondazione certa dell'aritmetica. I suoi risultati sono enunciati da due teoremi di incompletezza.
Per quanto riguarda l'insiemistica, le contraddizioni messe in luce dal paradosso di Russell sono insolubili nell'ambito della teoria di Cantor, se non generando altri paradossi; per superare questo scoglio furono elaborate diverse teorie assiomatiche più rigorose: quella che ebbe più seguito fu la teoria degli insiemi di Zermelo-Fraenkel, formulata inizialmente da Ernst Zermelo e perfezionata da Abraham Fraenkel e Thoralf Skolem che, con le successive estensioni (ad esempio, la teoria ZFC), fornisce tuttora la base teorica per la maggior parte delle costruzioni matematiche. La vecchia teoria degli insiemi (peraltro tuttora largamente utilizzata a livello scolastico e divulgativo) viene chiamata teoria intuitiva degli insiemi, in contrapposizione alla teoria assiomatica degli insiemi.

## La classe K e la teoria dei tipi
La struttura logica denominata "tipo" permette di risolvere la contraddizione della classe K, individuata da Russel tra il 1901 e il 1902, e che egli spiegò popolarmente con il paradosso del barbiere visto sopra.
Atteso che la "classe" è un insieme di oggetti (elementi) omogenei e cioè che possono essere univocamente identificati tramite una proprietà che li accomuni, vi sono due categorie di classe: 
- classi normali, ovvero quelle che non appartengono a sé stesse. In pratica, tra gli elementi che formano una classe normale non vi è la classe stessa;
- classi anormali, ovvero quelle che appartengono a sé stesse. In pratica, tra gli elementi che formano una classe anormale vi è pure la classe stessa.

Definita classe K la specifica classe formata dagli elementi "classi che non appartengono a sé stesse", ovvero, detto in altro modo, la classe K è la classe che comprende al suo interno tutte le classi che non appartengono a sé stesse, Russell volle investigare se essa sia una classe normale o anormale, cioè se non appartenga o appartenga a sé stessa. 
Se K è una classe normale, allora si può porre tra le "classi che non appartengono a sé stesse"  e quindi sarebbe dotata della proprietà richiesta per appartenere a sé stessa. Viceversa, se K è una classe anormale (ovvero se appartiene a sé stessa) allora non si può porre tra le "classi che non appartengono a sé stesse", e di conseguenza non sarebbe dotata della proprietà richiesta per appartenere a sé stessa. È questa situazione è un'antinomia.
Introducendo la teoria dei tipi, il paradosso della classe K fu, per Russel e a quel tempo, superato. Infatti, per evitarlo, occorre escludere che la totalità degli elementi di un insieme sia sullo stesso piano degli elementi: gli oggetti di una classe e la classe cui appartengono non sono comparabili e vanno collocati su livelli logici distinti. Il paradosso della classe K è privo di senso perché sintatticamente scorretto.
Al fine di evitare di creare (artatamente o involontariamente) antinomie, è necessario collocare le diverse categorie di concetti in "tipi" (logici) di grado diverso. Nel "tipo zero" vi sono le mere espressioni nominali degli oggetti (enti) individuali, nel "tipo uno" le loro proprietà, nel "tipo due" le proprietà di proprietà e cosi via. La teoria dei tipi propone una stratificazione gerarchica degli enti logico-matematici in strutture denominate "tipi" accioché la relazione insiemistica fondamentale di appartenenza valga unicamente fra enti che appartengano a tipi immediatamente successivi. Si organizza l'universo dei discorsi in classi disgiunte dette tipi e si postula che non ha senso logico affermare o negare che x è elemento dell'insieme Y se x e Y sono del medesimo tipo ovvero se non appartengano (singolarmente presi) a classi disgiunte.
In definitiva, nel formalismo della teoria dei tipi non è inclusa la proprietà di non essere elemento di sé stesso (per il linguaggio è una struttura semantica inesprimibile). Si può dimostrare che i tipi di ordine n saranno {\displaystyle 2^{n}-1} (n è un numero naturale).
Dato un elemento qualsiasi (di una classe qualsiasi), di esso si può quindi predicare solo proprietà che appartengono ad un tipo logico di grado immediatamente adiacente (successivo, in particolare): una proprietà di tipo n può essere predicata solo di oggetti di tipo n-1. Talché non è più possibile supporre che una classe contenga sé stessa come elemento dato che equivarrebbe ad affermare che la proprietà K (ovvero la proprietà che definisce questa classe) viene predicata di sé stessa, e cioè di qualcosa che appartiene al medesimo tipo di siffatta proprietà. Ad esempio alla classe "nome di maschio italiano" (proprietà classe di tipo 1) appartengono gli elementi "Giovanni, Marco, Andrea, ecc." ma non l'elemento <<nome di maschio italiano>> (insieme di tipo 0). Questo sarà predicato dalla classe di tipo (immediatamente più elevato) 2 "nome di maschio" e così via.
Ecco perché per Russel il paradosso di Epimenide è scorretto; la proprietà del mentire è presente sia nel soggetto che nel predicato, che però appartengono allo stesso tipo logico.
Successivamente alcuni logici e matematici hanno rilevato che la teoria dei tipi soggiace allo stesso paradosso di autoreferenzialità che intende eliminare, e pertanto non ha avuto significativo seguito. Infatti, si potrebbe dire che "questo verde è un colore" ma non che "il colore è un colore" (cioè che un elemento appartiene ad una classe ma non che una classe sia una classe).

## Altri paradossi logici
Tra la fine dell'Ottocento e l'inizio del Novecento altre antinomie contribuirono a mettere in crisi le basi logico-concettuali che la matematica si era data, e quindi anche il programma di fondare la matematica stessa su basi logiche che fossero al riparo da qualsiasi contraddizione. Accanto al paradosso di Russell, si ricordano:
- Paradosso di Burali Forti
- Paradosso di Zermelo-König
- Paradosso di Richard
- Paradosso del bibliotecario
- Paradosso dell'eterologicità di Grelling-Nelson
- Paradosso del barbiere